# Noalhat
Noalhat är en kommun i departementet Puy-de-Dôme i regionen Auvergne-Rhône-Alpes i centrala Frankrike. Kommunen ligger i kantonen Châteldon som tillhör arrondissementet Thiers. År 2022 hade Noalhat 230 invånare.

## Befolkningsutveckling
Antalet invånare i kommunen Noalhat
| Referens: INSEE |